# Paolo Farinato
Paolo Farinato (* 1524 in Verona; † nach dem 23. Juli 1606 ebenda) war ein italienischer Maler, Radierer und Architekt.

## Leben
Farinato war ein Sohn des Giovanni Battista I. Farinato (um 1493–nach 1529). Er lernte bei Niccolo Giolfino und wurde durch die Werke Michelangelos beeinflusst. Er bildete sich mehr nach Paolo Veronese und später durch Giulio Romano. Er signierte seine Werke zumeist mit vollem Namen und fügte später eine am Boden liegenden Schnecke hinzu. Farinato verfügte über eine reiche Erfindungsgabe, eine kühne, nicht immer korrekte Zeichnung und ein harmonisches und mannigfaltiges Kolorit. Farinato unterzeichnete am 11. März 1553 mit Domenico Brusasorzi, Battista del Moro und Paolo Veronese einen Brief an den Kardinal Ercole Gonzaga. In Diesem baten die Künstler um die Abholung und Bezahlung ihrer für den Dom von Mantua bestellten, bereits vollendeten Altargemälde. Farinato hatte für den Dom ein Altarbild angefertigt, das den hl. Martin mit dem Bettler zeigte und bereits seit dem Frühjahr 1552 fertiggestellt war. Seite Unterschrift in dem Brief lautete „Jovan Paul Farinato“, was eventuell auf seinen Vater (Giovanni) hindeuten könnte. Am 29. April 1566 war er Trauzeuge bei der Hochzeit Paolo Caliaris mit Elena Badile. Seit 1570 hatte er ein Atelier im Palazzo del Podestä. Farinato wurde in S. Paolo in Campo Marzo beigesetzt. Hier hatte er sich 1594 bereits eine Grabstätte angelegt. Damals begann er die Herkunft seiner Familie vor den Florentinern „Farinata degli Uberti“ abzuleiten und ließ diesen Namen auf dem vorbereiteten Grabstein ergänzen. Ebenso fügte er diesen seither seinen Signaturen hinzu. Vermutlich gab es jedoch keinerlei familiäre Beziehungen zu der Patrizierfamilie aus Florenz und der Familienname stammt eher von der Bezeichnung für einen Brothändler (italienisch farinato).
Farinato führte über seine Tätigkeit seit 1573 ein „Giornale“ (Verzeichnis), das nach seinem Tod von einem seiner Sohne noch für einige Zeit fortgeführt wurde. Darin wurden auch zahlreiche Gemälde aufgezählt, die später als verschollen galten.

## Familie
Farinato war im Jahr 1554 bereits mit Benassuta Volpina (oder Benassuta di Angelo Volpin) verheiratet, mit der er 5 Kinder hatte von denen mindestens drei ebenfalls Maler wurden:
- Orazio Farinato, auch Horaz[io] Farinato (1559–nach 1616), wurde Historienmaler und Kupferätzer. Er war zudem als Gehilfe seines Vaters aktiv.
- Vittoria Farinato (geboren 1565)
- Giovanni Battista II. Farinato (1566 oder 1570–nach 1633) ⚭ mit Virginia Cattani
- Cristoforo Farinato (??)

Vor seinem Tod soll er mit seinen Söhnen Giovanni Battista und Cristoforo Farinato in Streit geraten sein, was die mehrmaligen Änderungen in seinem Testament belegen.

## Werke (Auswahl)

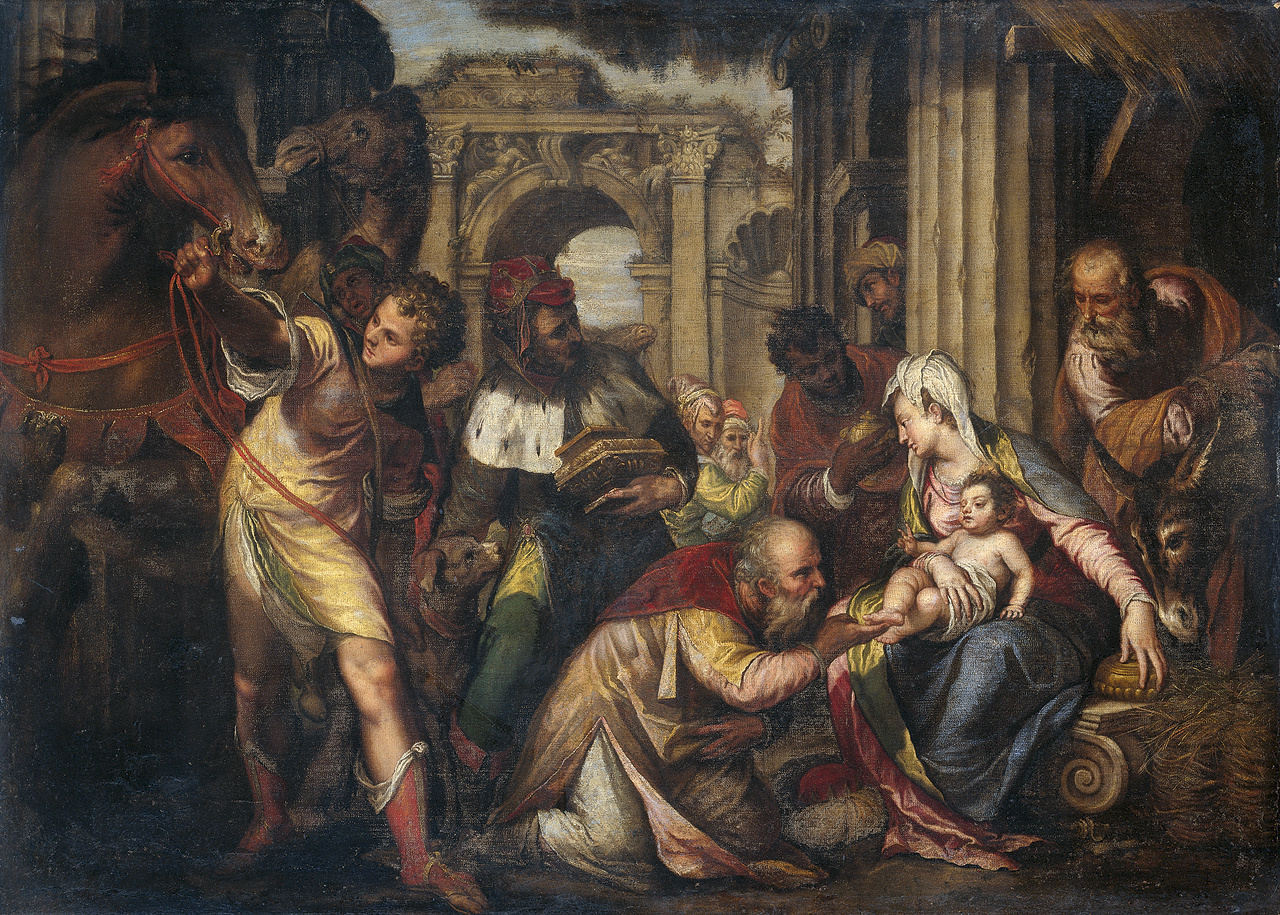
Die Anbetung der Könige, 1585–1590

Farinato fertigte Ölbilder und Fresken. Im Chor von San Nazaro zu Verona befinden sich umfangreiche Fresken von ihm, in San Giovanni in Fonte ebendort die Taufe Christi, in San Giorgio Maggiore die wunderbare Speisung (1603), im Berliner Museum die Darstellung im Tempel.
Gemälde
- 1552: San Martino im Dom von Mantua
- 1556: Der Leichnam Christi von 2 Engeln im Grabe gestützt
- 1558: Morte di San Gregorio, Gastmahl des hl. Gregor und Christus auf dem Meer in Verona
- 1573: Deposizione della croce in Grenoble
- 1586: Discesa dalla Croce in Verona

Grafiken/Radierungen
- 1566: Venus und Amor
- 1567: Johannes Evangelista (der Evangelist Johannes auf einer Wolke)
- 1568: Amor auf dem Delphin
- 1578: Das Begräbnis der hl. Katharina

Kolorierte Zeichnungen
- 1558: Allegorie der Verona
- Madonna mit Heilige
- 1579: Martyrium einer Heiligen

Architektonische Entwürfe
- Modelle für die venezianische Festungsstadt Palma Nuova
- Modelle für das Castello di S. Feiice in Verona

## Ausstellungen (Auswahl)
- 17. Oktober 2005 bis 29. Januar 2006: Paolo Farinati 1524–1606 : dipinti, incisioni e disegni per l’architettura im Sala Boggian, Verona[2]